# 위성일
위성일(? ~ )은 조선민주주의인민공화국의 군인 겸 정치인이다. 조선인민군 상장 겸 당중앙위원회 위원이다.

## 경력
2016년 5월, 조선로동당 제7차 대회에서 조선로동당 중앙위원회 위원에 임명되었다. 2017년 4월, 조선인민군 중장에서 상장으로 승진했다.

## 기타
2015년 11월 리을설 사망 당시에 국가장의위원회 위원을 맡았다.